# Andreas Geiger (Informatiker)
Andreas Geiger (* 11. September 1982 in Kirchheim unter Teck) ist ein deutscher Informatiker. Er ist Leiter der Arbeitsgruppe für Autonomes Maschinelles Sehen an der Eberhard Karls Universität Tübingen und Leiter des Fachbereichs Informatik.

## Wissenschaftliche Laufbahn
Er studierte von 2003 bis 2008 Informatik und Mathematik am Karlsruher Institut für Technologie, mit Auslandsaufenthalten an der École Polytechnique Fédérale de Lausanne und am Massachusetts Institute of Technology. 2013 promovierte er am Karlsruher Institut für Technologie mit Summa cum Laude. Von 2013 bis 2016 forschte er als Research Scientist am Max-Planck-Institut für Intelligente Systeme in Tübingen. Von 2016 bis 2018 leitete er eine unabhängige Nachwuchsgruppe am Max-Planck-Institut für Intelligente Systeme und war gleichzeitig Assistenzprofessor an der ETH Zürich. 2018 wurde er auf eine W3-Professur an die Eberhard Karls Universität Tübingen berufen.
Geiger ist Gründungsmitglied des European Laboratory for Learning and Intelligent Systems (ELLIS) und leitet das trans-europäische ELLIS PhD und PostDoc Programm. Laut Google Scholar (Stand 2024) wurden seine Arbeiten über 65.000 Mal zitiert (h-Index 90).

## Preise und Auszeichnungen
- 2024: CVPR Best Student Paper Award[3]
- 2024: SAGE 10-Year Impact Award[4]
- 2022: Longuet-Higgins Preis[5]
- 2021: Mark Everingham Preis[6]
- 2021: CVPR Best Paper Award[7]
- 2019: ERC Starting Grant[8]
- 2018: IEEE PAMI Young Researcher Award[9]
- 2017: Deutscher Mustererkennungspreis[10]
- 2017: Heinz-Maier-Leibnitz-Preis[11]

## Wichtige Publikationen
Die neuesten Publikationen stehen oben in der Liste:
- H. He, M. Flicke, J. Buchmann, I. Gurevych and A. Geiger: HDT: Hierarchical Document Transformer. COLM, 2024.
- K. Chitta, D. Dauner and A. Geiger: SLEDGE: Synthesizing Driving Environments with Generative Models and Rule-Based Traffic. ECCV, 2024.
- Z. Yu, A. Chen, B. Huang, T. Sattler and A. Geiger: Mip-Splatting: Alias-free 3D Gaussian Splatting. CVPR, 2024.
- D. Dauner, M. Hallgarten, A. Geiger and K. Chitta: Parting with Misconceptions about Learning-based Vehicle Motion Planning. CoRL, 2023.
- Zijian Dong, Xu Chen, Jinlong Yang, Michael J. Black, Otmar Hilliges and Andreas Geiger: AG3D: Learning to Generate 3D Avatars from 2D Image Collections. ICCV, 2023.
- K. Chitta, A. Prakash, B. Jaeger, Z. Yu, K. Renz and A. Geiger: TransFuser: Imitation with Transformer-Based Sensor Fusion for Autonomous Driving. TPAMI, 2022.
- A. Chen, Z. Xu, A. Geiger, J. Yu and H. Su: TensoRF: Tensorial Radiance Fields. ECCV, 2022.
- A. Sauer, K. Schwarz and A. Geiger: StyleGAN-XL: Scaling StyleGAN to Large Diverse Datasets. SIGGRAPH, 2022.
- Y. Liao, J. Xie and A. Geiger: KITTI-360: A Novel Dataset and Benchmarks for Urban Scene Understanding in 2D and 3D. PAMI, 2022.
- C. Reiser, S. Peng and Y. Liao and A. Geiger: KiloNeRF: Speeding up Neural Radiance Fields with Thousands of Tiny MLPs. ICCV, 2021.
- M. Niemeyer and A. Geiger: GIRAFFE: Representing Scenes as Compositional Generative Neural Feature Fields. CVPR, 2021.
- J. Janai, F. Güney, A. Behl and A. Geiger: Computer Vision for Autonomous Vehicles: Problems, Datasets and State of the Art. Foundation and Trends in Computer Graphics and Vision, 2020.
- L. Mescheder, M. Oechsle, M. Niemeyer and S. Nowozin and A. Geiger: Occupancy Networks: Learning 3D Reconstruction in Function Space. CVPR, 2019.
- L. Mescheder and A. Geiger and S. Nowozin: Which Training Methods for GANs do actually Converge? ICML, 2018.
- G. Riegler and A. Ulusoy and A. Geiger: OctNet: Learning Deep 3D Representations at High Resolutions. CVPR, 2017.
- M. Brubaker and A. Geiger and R. Urtasun: Map-Based Probabilistic Visual Self-Localization. TPAMI, 2016.
- M. Menze and A. Geiger: Object Scene Flow for Autonomous Vehicles. CVPR, 2015.
- A. Geiger, M. Lauer, C. Wojek, C. Stiller and R. Urtasun: 3D Traffic Scene Understanding from Movable Platforms. TPAMI 2014.
- A. Geiger and P. Lenz and R. Urtasun: Are we ready for Autonomous Driving? The KITTI Vision Benchmark Suite. CVPR, 2012.